# Slainge mac Dela
Slainge mac Dela lub Slainghe mac Deala – mityczny król Irlandii w latach 1293/1250-1249 p.n.e. Syn Deli z ludu Fir Bolg, potomka Nemeda.
Grupa 5 tysięcy osadników, występnych i sprzymierzonych z Fomorianami, znana jako Fir Bolg, ponownie zajęła Irlandię po dwustu latach. Podobno przypłynęli do zatoki Wexford obok ujścia rzeki Slaney na łodziach z worków (builg). Ich wodzami byli bracia (Gann, Genann, Rudraige, Sengann i Slainge). W skład Fir Bolg wchodziły plemiona Fir Bolg właściwi, Fir Domnainn i Galiain (Gáilióin).
Slainge podzielił się Irlandią ze swymi czterema braćmi. Jako najmłodszy z nich, wziął Leinster, zaś Gann północny Munster, Sengann południowy Munster, Genann Connacht i Rudraige Ulster. Bracia wybrali Slainge, jako władcę nad nimi. Ten miał żonę o imieniu Fuat. Jego część Fir Bolgów była znana jako Gáilióin, nazwana tak od ich włóczni (ir. gáe). Slainge rządził tylko jeden rok. Zmarł w Dind Ríg na terenie hrabstwa Carlow oraz został pogrzebany w Slane (hrabstwo Meath). Władzę po nim objął jego brat Rudraige. 